# Scutellidium arthuri
Scutellidium arthuri är en kräftdjursart som beskrevs av Poppe 1884. Scutellidium arthuri ingår i släktet Scutellidium och familjen Tisbidae.

## Underarter
Arten delas in i följande underarter:
- S. a. arthuri
- S. a. magnum